# 秦楼街道
秦楼街道，是中华人民共和国山東省日照市东港区下辖的一个乡镇级行政单位。

## 行政区划
秦楼街道下辖以下地区：
北京路营子社区、海曲东路社区、文登路社区、西明望台社区、东明望台社区、泰安路社区、银河社区、祥园社区、城建花园社区、城市花园社区、山海天花园社区、荷疃村、西碌碡沟村、东碌碡沟村、新合村、前官庄村、后官庄村、秦家楼村、北刘家村、巩家岭村、后团岭埠村、前团岭埠村、庞家庄子村、大卜家庵子村、小卜家庵子村、高家岭村、田家村、湖西头村、滕家村、南小庄村、南王家村、小孙家村、历家庄子村、董家滩村、北苗家村、前大洼村和后大洼村。